# Oldřich Černík

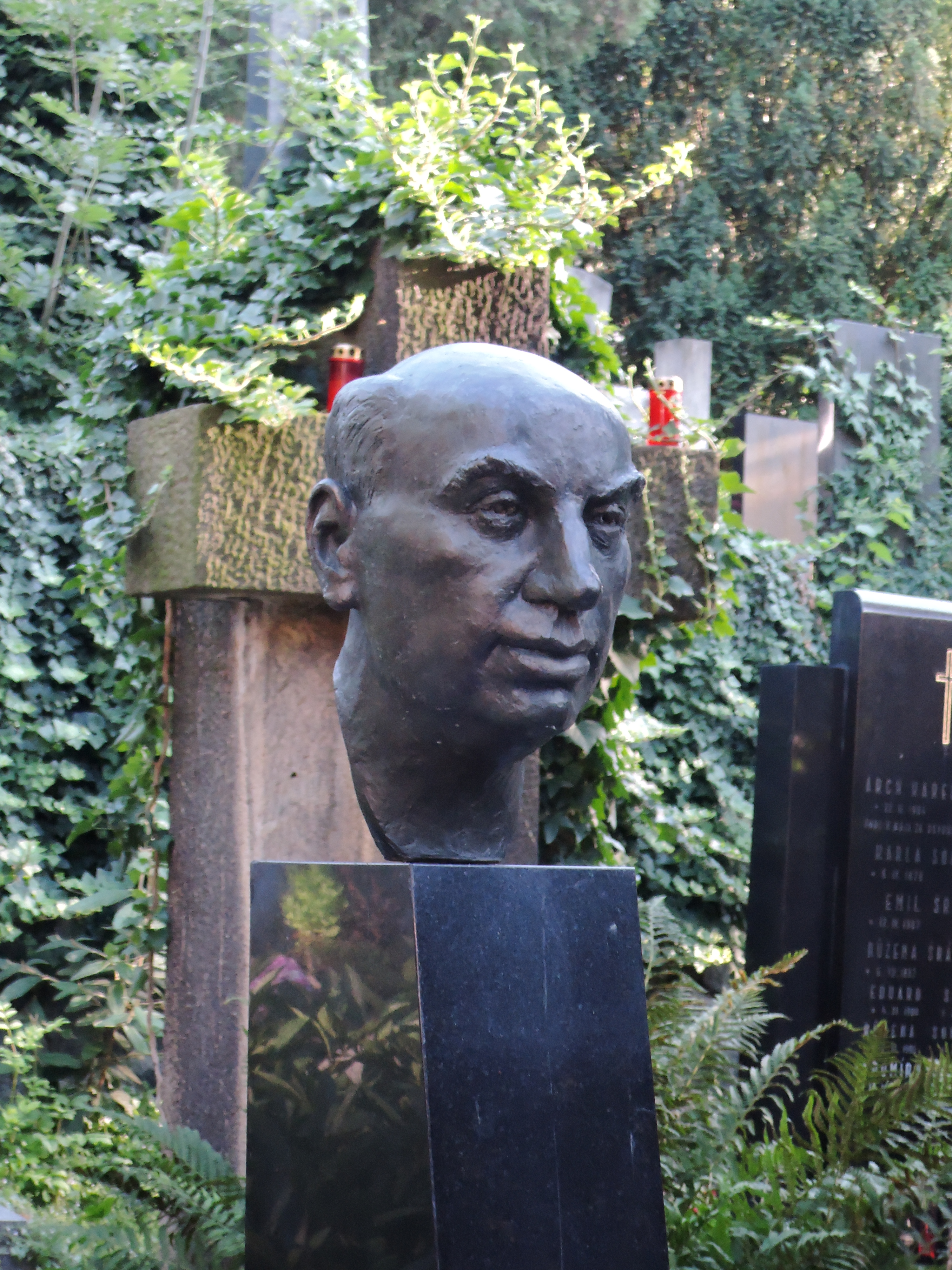
Popiersie

Oldřich Černík (ur. 27 października 1921 w Ostrawie, zm. 19 października 1994 w Pradze) – czechosłowacki działacz komunistyczny, premier w latach 1968–1970.